# داوید ویا
داوید ویا سانچز (به اسپانیایی: David Villa Sánchez‎; تلفظ اسپانیایی: [daˈβið ˈβiʎa]؛ زادهٔ ۳ دسامبر ۱۹۸۱) بازیکن سابق فوتبال اهل اسپانیا است. ویا سابقه قهرمانی در جام جهانی ۲۰۱۰ آفریقای جنوبی و جام ملت های اروپا ۲۰۰۸ را در کارنامه خود دارد.وی جام ملت های اروپا  ۲۰۱۲ را به دلیل مصدومیت از دست داد. داوید ویا بهترین گلزن تاریخ تیم ملی اسپانیا است.
وی سابقه عضویت در تیم‌های اسپورتینگ گیخون، رئال ساراگوسا، والنسیا، بارسلونا و اتلتیکو مادرید و عنوان بهترین گلزن تاریخ تیم ملی فوتبال اسپانیا را با ۵۹ گل در کارنامه خود دارد. ویا آقای گل جام ملت‌های اروپا در سال ۲۰۰۸ و جام جهانی ۲۰۱۰ شد همچنین وی توانسته‌است با ارزش‌ترین بازیکن لیگ MLS در زمان حضورش در این لیگ شود. داوید ویا یکی از معدود بازیکن‌های فوتبال است که در دوران فوتبالش بیش از ۴۰۰ گل به ثمر رسانده‌است.

## کودکی و اوایل کار
ویا در تویلا، یک کلیسای کوچک در لانگرئو، آستوریاس، منطقه‌ای در شمال اسپانیا، متولد شد و پدر او خوزه مانوئل ویلا، یک معدنچی بود. وقتی ویا چهار ساله بود، با شکستگی در استخوان ران در ناحیه پای راست، شانس فوتبالیست شدن خود را به خطر انداخت، اما بهبودی کامل یافت. به دلیل آسیب دیدگی، ویا و پدرش روی تقویت پای چپ او کار کردند و در نهایت ویا سرنوشت ساز شد. او به یاد می‌آورد که پدرش دائماً از او حمایت می‌کند: «او آنجا بود و توپ را بارها و بارها به من می‌انداخت و باعث می‌شد وقتی پای راستم در گچ بود آن را با پای چپم لگد بزنم، چهار ساله بودم. به سختی یک تمرین را به خاطر می‌آورم که پدرم آنجا نبوده باشد. من هرگز در زمین فوتبال تنها نبوده‌ام.»
ویا اعتراف کرد که پس از ناامیدی و اختلاف نظر با مربی خود، در سن ۱۴سالگی به ترک فوتبال نزدیک شده بود. با این حال، به لطف تشویق والدینش، او همچنان به دنبال آرزوی خود ادامه داد و فهمید که استعدادش می‌تواند برای او کسب درآمد کند. او گفت: "در آن روزها من هیچ کس نبودم، حتی یک پوند هم کسب نمی‌کردم و بعد از اینکه مجبور شدم تمام فصل روی نیمکت بشینم فقط می‌خواستم دور شوم و با دوستانم بازی کنم. اما پدر من همیشه از من حمایت می‌کرد و من را تشویق می‌کرد تا اینکه حرفه من چرخید. "وی در ادامه فوتبال خود را در UP Langreo آغاز کرد و هنگامی که ۱۷ ساله شد به مدرسه فوتبال Mareo پیوست.

## دوران باشگاهی

### اسپورتینگ خیخون
او از سن شش سالگی تا سن هجده سالگی در تیم محل تولدش توپ زد و بازی‌های درخشانش در بازی‌های نوجوانان و جوانان مورد توجه چند تیم از جمله اسپورتینگ خیخون قرار گرفت تا جایی که به عضویت تیم جوانان خیخون درآمد. او در سن ۱۸ سالگی به عضویت تیم جوانان گیخون درآمد و در ۶۵ بازی که برای این تیم انجام داد، توانست ۲۵ گل به ثمر برساند. نمایش خوب او در تیم دوم خیخون باعث شد که به تیم اصلی این باشگاه بیاید و در طول ۸۰ بازی ای که برای این تیم انجام داد، نزدیک به ۴۰ گل به ثمر رساند و مورد توجه تیم‌های بزرگ‌تری قرار گرفت.

### رئال ساراگوسا
در سال ۲۰۰۲ رئال ساراگوسا با پرداخت ۳ میلیون یورو ویا را به خدمت خود درآورد. ویا دو سال در این تیم حضور داشت و توانست در ۷۳ بازی که برای این تیم انجام داد، ۳۲ گل به ثمر برساند که آمار فوق‌العاده‌ای بود و همین بازی درخشان او توانست مورد توجه تیم‌های قدرتمند لالیگا درآید. 

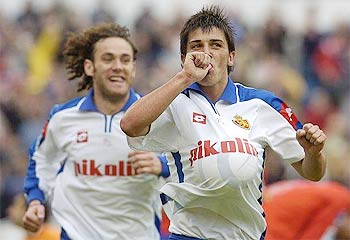
داوید ویا در رئال ساراگوسا

### والنسیا
در سال ۲۰۰۵ والنسیا با پرداخت ۱۳ میلیون یورو ویا ی ۲۴ ساله را به عضویت خود درآورد. ویا در این تیم دوران اوج خود را سپری کرد و به یکی از ستارگان لالیگا و تیم ملی اسپانیا تبدیل شد. او در طول ۱۶۶ بازی که با پیراهن شماره ۷ والنسیا انجام داد، ۱۰۷ گل به ثمر رساند. این دوران طلایی ویا باعث شد مورد توجه تیم بارسلونا قرار گیرد. 

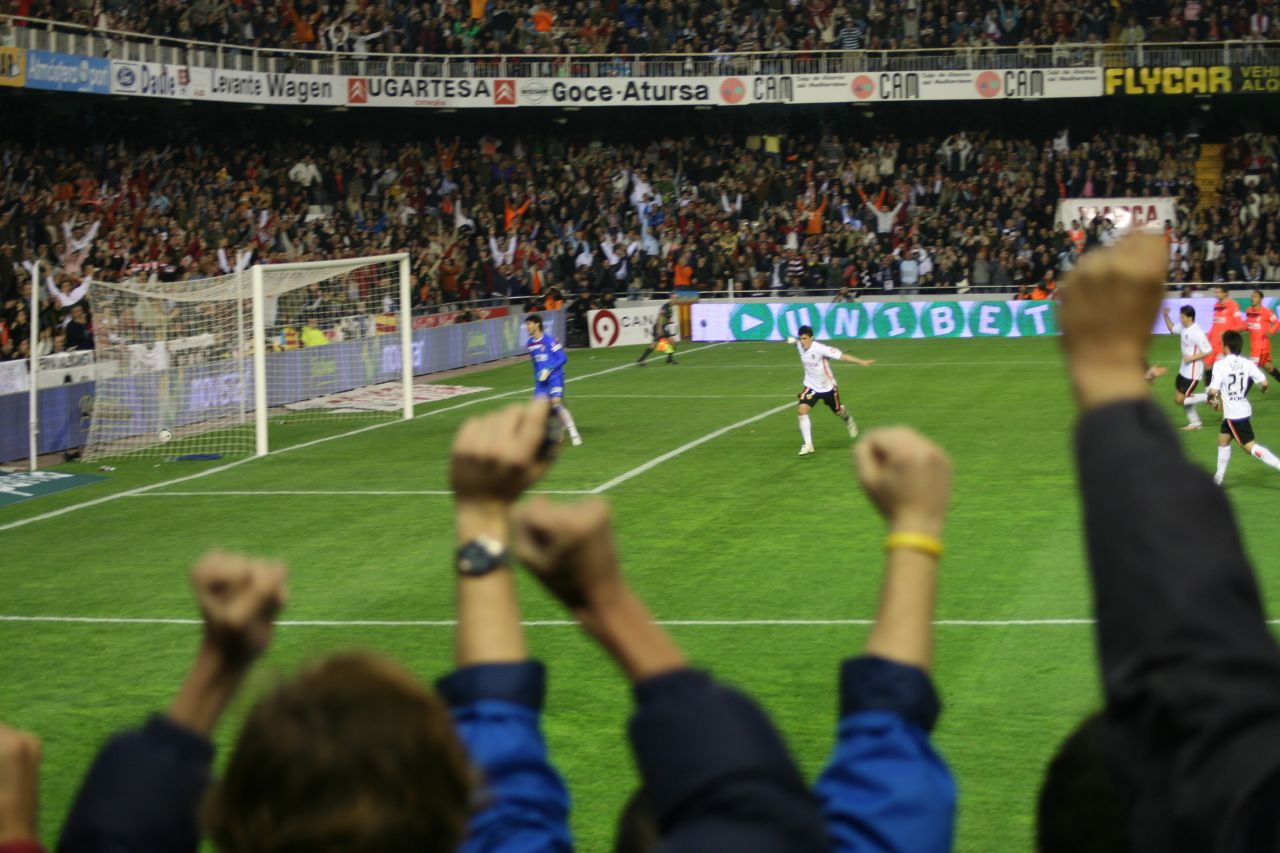
داوید ویا بعد از به ثمر رساندن گل مقابل سویا از روی نقطه پنالتی

### بارسلونا
تیم بارسلونا در تاریخ ۱۹ مه ۲۰۱۰ با عقد قراردادی به مبلغ ۴۰ میلیون یورو ویا را به جمع ستارگان تیم خود افزود. مراسم معارفه ویا دو روز بعد از ثبت قرارداد این بازیکن با بارسلونا در ورزشگاه نیوکمپ با حضور بیش از ۳۵ هزار نفر از هواداران بارسلونا برگزار شد. 

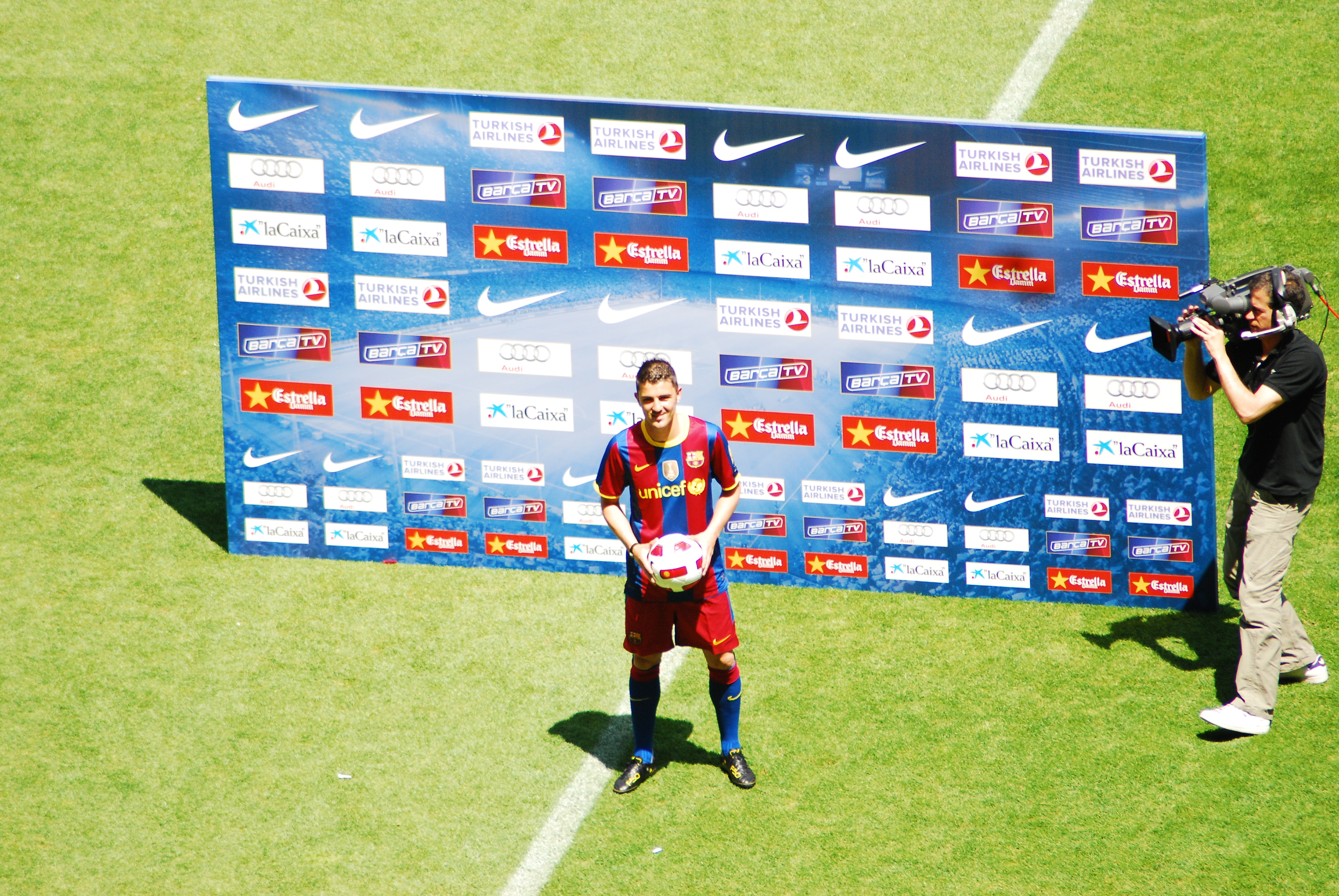
معارفه داوید ویا در نیوکمپ

او در فصل ۲۰۱۰–۲۰۱۱ پیراهن شماره ۷ بارسلونا را به تن کرد.

#### فصل ۲۰۱۰–۲۰۱۱

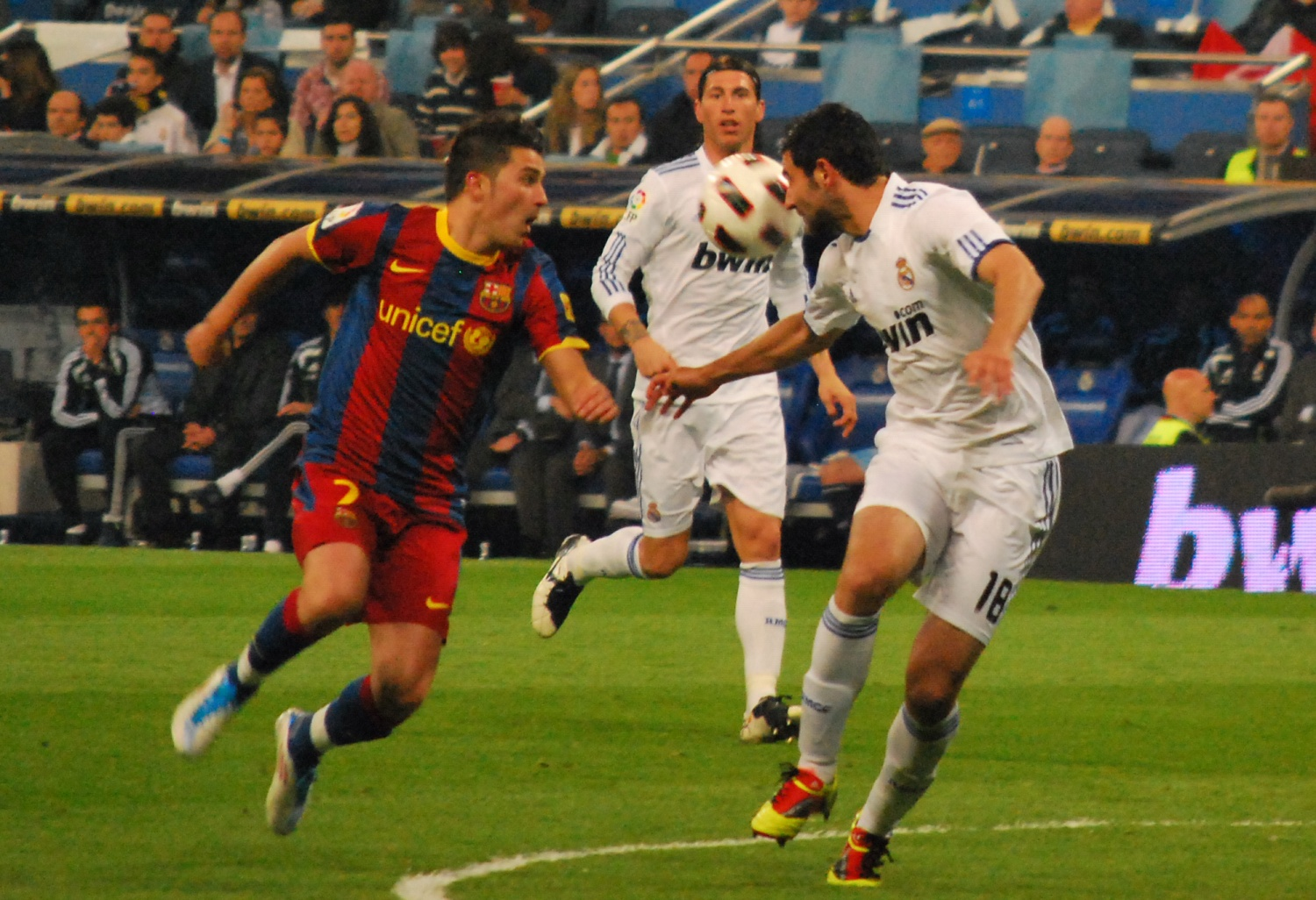
داوید ویا در الکلاسیکو

او در اولین فصل حضورش در بارسلونا با این تیم موفق شد دوگانه شامل لالیگا و لیگ قهرمانان اروپا را فتح کند او در فینال لیگ قهرمان مقابل باشگاه فوتبال منچستر یونایتد موفق به گلزنی شد و در پیروزی ۳–۱ تیمش نقش داشت. در همین فصل آنها توانستند ۵–۰ برابر رقیب سنتیشان رئال مادرید در نیوکمپ به پیروزی برسند. 

#### فصل ۲۰۱۱–۲۰۱۲
در این فصل ویا در بازی با اسد در جام باشگاه‌های جهان مصدوم شد و کل فصل و همچنین جام ملت‌های اروپا ۲۰۱۲ را از دست داد. 

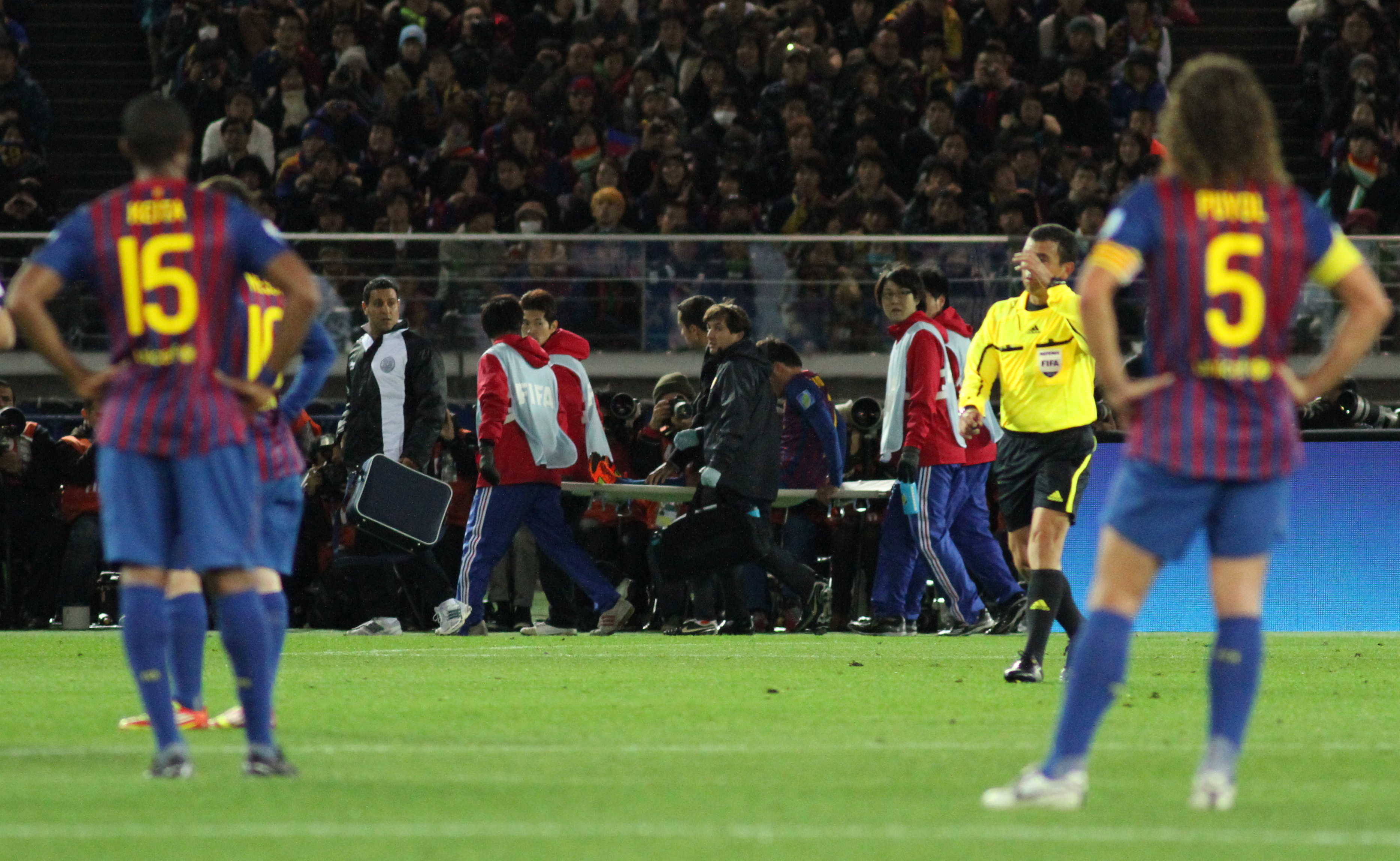
مصدومیت ویا در جام باشگاه‌های جهان

#### فصل ۲۰۱۲–۲۰۱۳
او در این فصل پس از مصدومیت توانست لالیگا را فتح کند و تا نیمه نهایی لیگ قهرمانان هم پیش برود ولی در نیمه نهایی با شکست مقابل بایرن مونیخ از صعود به فینال بازماند.

### اتلتیکو مادرید
داوید ویا در تابستان ۲۰۱۳ با قراردادی به ارزش ۱ میلیون یورو از بارسلونا به اتلتیکو مادرید پیوست. او در اولین بازی رسمی برای اتلتیکو توانست در سوپر کاپ اسپانیا به تیم سابقش بارسلونا گل بزند. او همچنین اولین گلش برای اتلتیکو در لالیگا را با پاس گل کوکه به رئال سوسیداد زد.
او در تنها فصل حضورش در اتلتیکو، لالیگا را فتح کرد و نایب قهرمان لیگ قهرمانان اروپا هم شد.

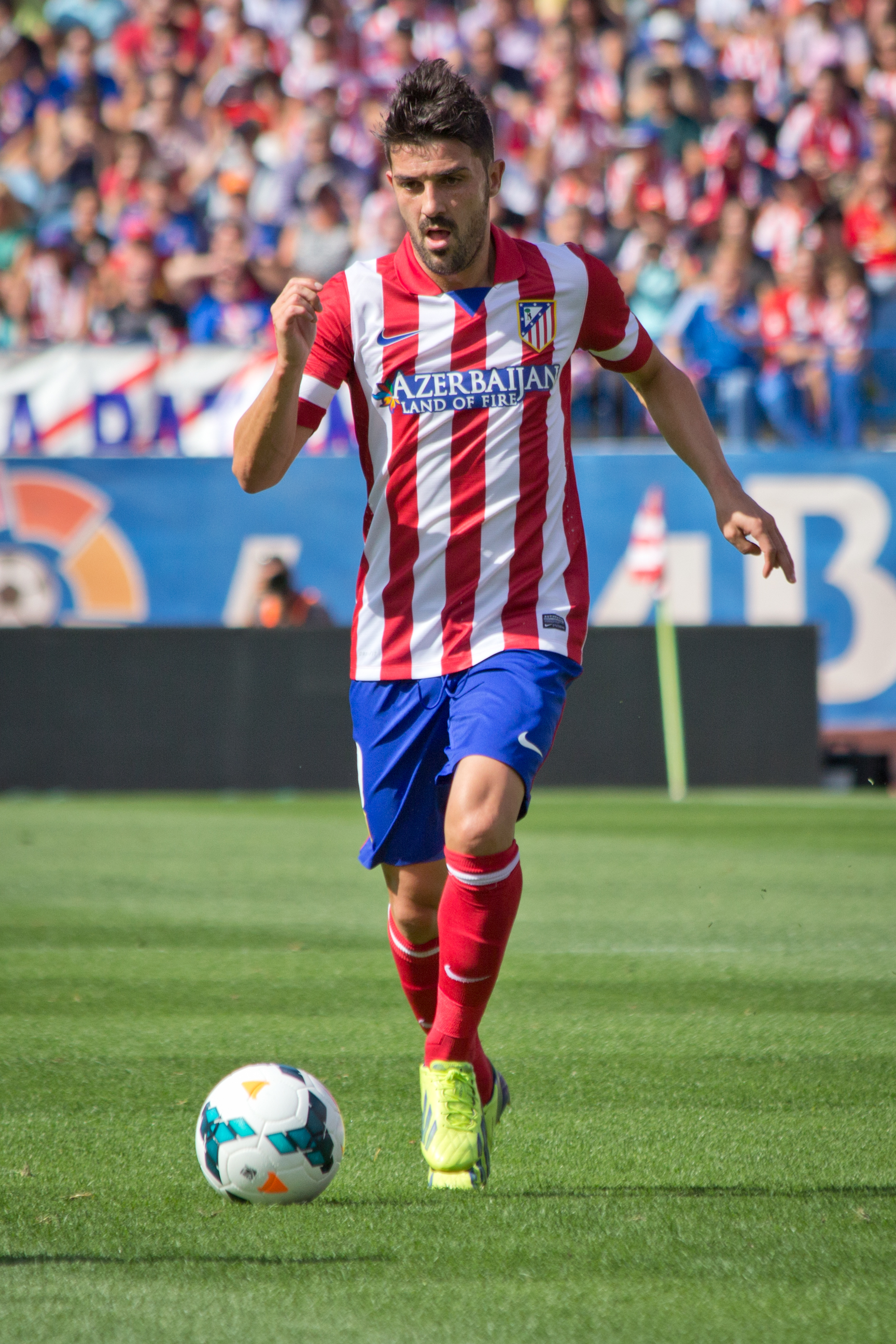
داوید ویا در اتلتیکو

### نیویورک سیتی
او در تابستان ۲۰۱۴ از اتلتیکو مادرید به نیویورک سیتی پیوست و پس از یک فصل حضور قرضی در ملبورن سیتی مجدداً به این باشگاه بازگشت و تا سال ۲۰۱۸ در این تیم باقی ماند.

#### ملبورن سیتی (قرضی)
او در فصل ۲۰۱۴–۲۰۱۵ به صورت قرضی در ملبورن سیتی توپ زد.

#### ویسل کوبه
ویا دو فصل پایانی حضورش در دنیای فوتبال را در باشگاه فوتبال ویسل کوبه در جی‌لیگ ژاپن گذراند. او در این باشگاه با آندرس اینیستا و لوکاس پودولسکی هم‌بازی بود.

## دوران ملی
داوید ویا در مجموع ۹۷ بازی برای تیم ملی فوتبال اسپانیا به میدان رفته‌است و ۵۹ گل نیز به ثمر رسانده‌است. او با ۶ گلی که در رقابت‌های یورو ۲۰۰۸ آقای گل این رقابت‌ها شد. وی برترین گل زن تاریخ فوتبال اسپانیا محسوب می‌شود و پس از او رائول گونزالس قرار دارد.

### جام جهانی ۲۰۰۶
او در سن ۲۴ سالگی در جام جهانی ۲۰۰۶ آلمان بازی کرد و با زدن دو گل مقابل اوکراین و یک گل مقابل فرانسه به کار خود پایان داد. اسپانیا در آن جام در مرحله یک‌هشتم نهایی ۳–۱ در مقابل فرانسه شکست خورد و از دور مسابقات کنار رفت.

### جام ملت‌های اروپا ۲۰۰۸
ویا در این مسابقات موفق شد با زدن ۶ گل عنوان آقای گلی این مسابقات را بدست آورد و اسپانیا با پیروزی برابر آلمان در فینال برای دومین بار پس از جام ملت‌های اروپا ۱۹۶۴ فاتح جام ملت‌های اروپا شد.

### جام کنفدراسیون‌ها ۲۰۰۹
ویا در جام کنفدراسیونها ۲۰۰۹ با اسپانیا در نیمه نهایی از آمریکا شکست خورد و در رده تیم میزبان یعنی آفریقای جنوبی را شکست داد و سوم شد ویا با زدن سه گل در این مسابقات کفش برنزی این مسابقات را از آن خود کرد.

### جام جهانی ۲۰۱۰
داوید ویا در مسابقات جام جهانی ۲۰۱۰ فوق ستاره تیم ملی فوتبال اسپانیا بود و این تیم را یک تنه تا مرحله نیم نهایی بالا آورد و در فینال با گل لحظات پایانی آندرس اینیستا اسپانیا قهرمان جام جهانی (برای اولین بار در تاریخ جام جهانی) شد. 

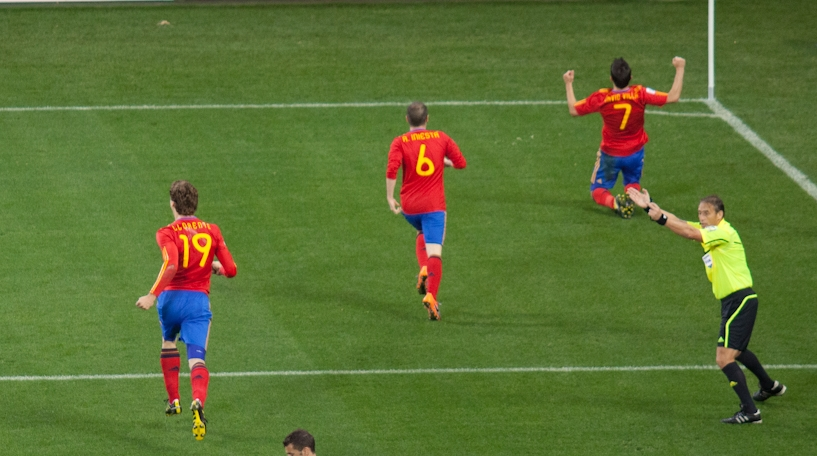
ویا پس از گل زدن به پرتغال در یک‌هشتم نهایی جام جهانی ۲۰۱۰

او در این رقابت جهانی با به ثمر رساندن ۵ گل آقای گل این مسابقات البته؛ در کنار توماس مولر، وسلی اسنایدر و دیگو فورلان از آلمان، هلند و اروگوئه شد. 

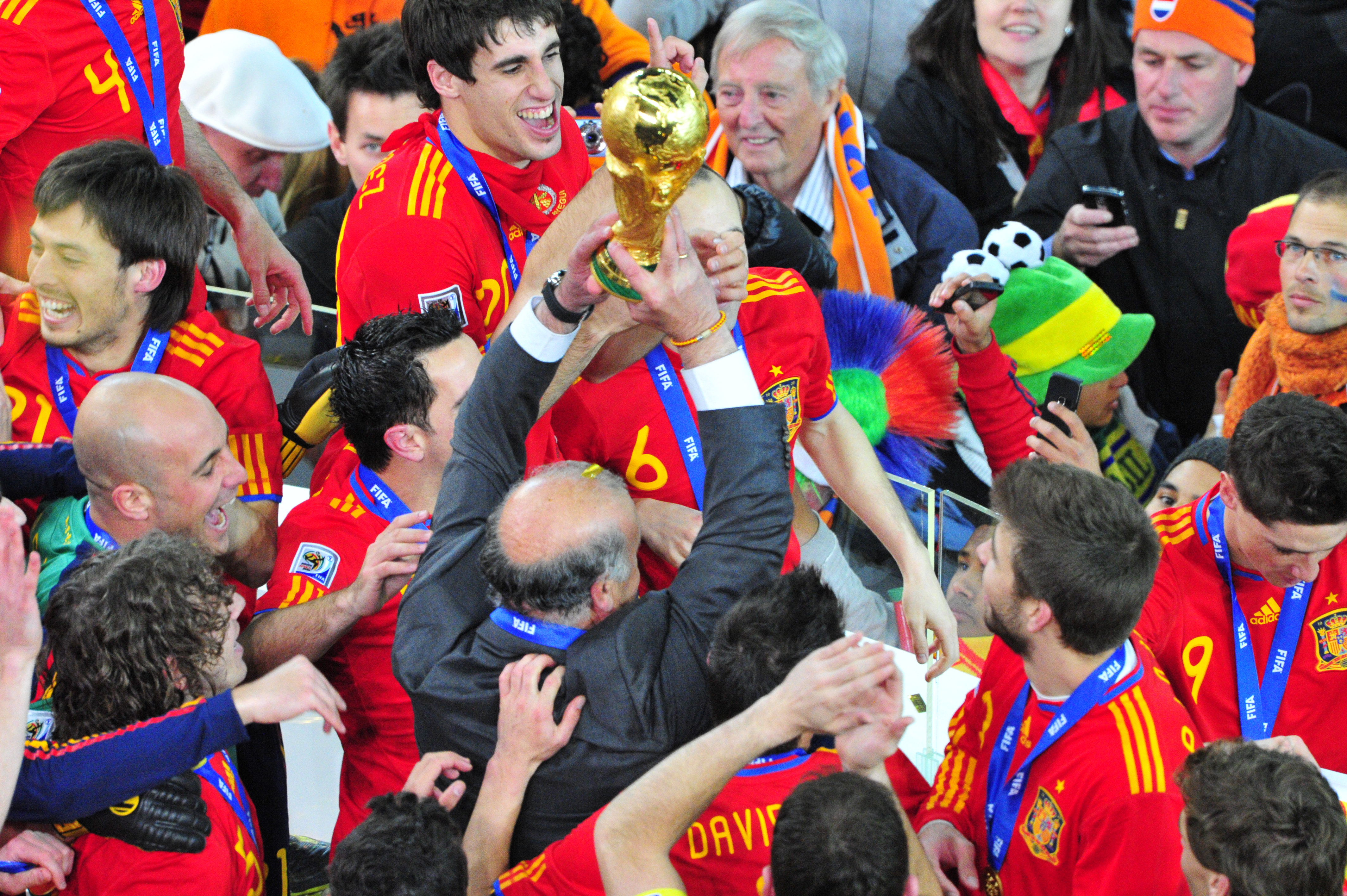
ویا پشت سر دلبوسکه در حال شادی

### جام ملت‌های اروپا ۲۰۱۲
او به علت مصدومیت در این دوره غایب بود. تیم ملی فوتبال اسپانیا در این دوره هم برای دوم دوره متوالی با شکست دادن ایتالیا در فینال قهرمان اروپا شد.

### جام کنفدراسیون‌ها ۲۰۱۳
او در این جام برای اسپانیا سه گل زد.

### جام جهانی ۲۰۱۴
او قبل از این مسابقات اعلام کرده بود که پس از پایان این تورنومنت از بازی‌های ملی خداحافظی خواهد کرد. مدافع عنوان قهرمانی از دور گروهی هم بالا نیامد و ویا هم با زدن یک گل مقابل استرالیا به کار خود پایان داد اما او بعداً در دسامبر ۲۰۱۵ گفت که نظرش دربارهٔ خداحافظی از بازی‌های ملی تغییر کرده‌است.

### انتخابی جام جهانی ۲۰۱۸
در ۲۵ اوت ۲۰۱۷ و پس از عملکرد درخشان ویا در نیویورک سیتی او برای بازی مقابل تیم ملی فوتبال ایتالیا و لیختن اشتاین دوباره پس از سه سال به تیم ملی فرا خوانده شد.

## آمار
| تیم ملی    | باشگاه        | سال        | دوستانه | دوستانه | مسابقات | مسابقات | مجموع | مجموع | مجموع |
| تیم ملی    | باشگاه        | سال        | بازی    | گل      | بازی    | گل      | بازی  | گل    | ضریب  |
| ---------- | ------------- | ---------- | ------- | ------- | ------- | ------- | ----- | ----- | ----- |
| اسپانیا    | رئال ساراگوسا | ۲۰۰۴–۰۵    | ۰       | ۰       | ۱       | ۰       | ۱     | ۰     | ۰     |
| اسپانیا    | والنسیا       | ۲۰۰۵–۰۶    | ۵       | ۱       | ۷       | ۴       | ۱۲    | ۵     | ۰٫۴۲  |
| اسپانیا    | والنسیا       | ۲۰۰۶–۰۷    | ۴       | ۱       | ۷       | ۶       | ۱۱    | ۷     | ۰٫۶۴  |
| اسپانیا    | والنسیا       | ۲۰۰۷–۰۸    | ۴       | ۲       | ۸       | ۴       | ۱۲    | ۶     | ۰٫۵   |
| اسپانیا    | والنسیا       | ۲۰۰۸–۰۹    | ۴       | ۵       | ۱۰      | ۸       | ۱۴    | ۱۳    | ۰٫۹۳  |
| اسپانیا    | والنسیا       | ۲۰۰۹–۱۰    | ۶       | ۴       | ۹       | ۷       | ۱۵    | ۱۱    | ۰٫۷۳  |
| اسپانیا    | بارسلونا      | ۲۰۱۰–۱۱    | ۶       | ۱       | ۵       | ۴       | ۱۱    | ۵     | ۰٫۴۲  |
| اسپانیا    | بارسلونا      | ۲۰۱۱–۱۲    | ۳       | ۱       | ۳       | ۳       | ۶     | ۴     | ۰٫۶۷  |
| اسپانیا    | بارسلونا      | ۲۰۱۲–۱۳    | ۴       | ۲       | ۵       | ۳       | ۸     | ۵     | ۰٫۶۳  |
| مجموع آمار | مجموع آمار    | مجموع آمار | ۳۶      | ۱۷      | ۵۵      | ۳۹      | ۹۱    | ۵۶    | ۰٫۶۲  |